# Коксс-Базар-Садар
Коксс-База́р-Сада́р (бенг. কক্সবাজার সদর, англ. Cox's Bazar Sadar) — одна з 7 упазіл зіли Коксс-Базар регіону Читтагонг Бангладеш, розташована у центрі зіли.
Населення — 348 075 осіб (2008; 253 788 в 1991).

## Адміністративний поділ
До складу упазіли входять 10 вардів:
| Зіла                    | Площа, км² | Населення, осіб (2008) |
| ----------------------- | ---------- | ---------------------- |
| Бхаруакхалі             | -          | 20252                  |
| Джалалабад              | -          | 15390                  |
| Джхілванджа             | -          | 79203                  |
| Ідгаон                  | -          | 26950                  |
| Ісламабад               | -          | 25432                  |
| Іслампур                | -          | 14758                  |
| Кхурушкул               | -          | 90533                  |
| * Коксс-Базар-Паурашава | -          | 51918                  |
| Паталі-Мачхуакхалі      | -          | 30762                  |
| Поккхалі                | -          | 19781                  |
| Чауфалданді             | -          | 25014                  |